# Biasso
Biasso est une localité située dans le Sud de la Côte d'Ivoire, et appartenant au département d'Adzopé, dans la Région de la Mé. La localité de Biasso est un chef-lieu de commune. Le périmètre de la commune de Biasso englobe dans ses limites, les villages d’Ahokoi, Biasso, Djougbosso ainsi que les campements qui leur sont rattachés. Biasso est située à 8 km à l'est de la ville d'Adzopé]. Biasso est dirigée par un chef de commune assisté par quatre (4) notables et un chef de terre.